# Neocrepidodera motschulskii
Neocrepidodera motschulskii är en skalbaggsart som först beskrevs av Alexander S. Konstantinov 1991.  Neocrepidodera motschulskii ingår i släktet Neocrepidodera, och familjen bladbaggar. Arten är reproducerande i Sverige.